# Balls Mahoney
Jonathan Rechner (Nutley, 11 de abril de 1972 — Belmar, 12 de abril de 2016), mais conhecido pelo seu ring name Balls Mahoney, foi um lutador de wrestling profissional estadunidense. Mahoney era conhecido pelo seu trabalho na Extreme Championship Wrestling (ECW), no fim da década de 1990, e mais recentemente na WWE, atuando na ECW brand.

## Carreira
Rechner começou a lutar no wrestling com apenas 15 anos, como Abbudah Singh, na World Wrestling Council, onde, foi campeão de pesos-pesados em 1989, derrotando TNT. Além disso, foi por duas vezes campeão de duplas.
Teve uma breve passagem entre 1994 e 1995 na Smooky Mountain Wrestling, onde conquistou por duas vezes o título televisivo da SMW. Por lá, ficou conhecido como Boo Bradley.
Entre 1995 e 1996, esteve na World Wrestling Federation, onde ficou conhecido como Xanta Klaus, onde se envolveu em uma storyline com Savio Vega e Ted DiBiase.
Mas onde Rechner se destacou mais foi na Extreme Championship Wrestling, onde começou a ser conhecido como Balls Mahoney. Assinou contrato em 1997, onde fez dupla com Axl Rotten, ficando conhecidos como The Hardcore Chair Swingin' Freaks, devido ao estilo dos lutadores (hardcore).
O seu primeiro pay-per-view foi November to Remember 1997, numa fatal-four-way pelo ECW Tag Team Championship. Após separar-se de Rotten, formou dupla com o japonês Masato Tanaka, onde conquistou o título de duplas. Perderam contra F.B.I., no fim de 1999. [carece de fontes?]
Conquistou por outras duas vezes o título de tag team, com Spike Dudley. Rompeu seu contrato em 2001, indo competir em inúmeros circuitos independentes.
Chamou a atenção da WWE, que resolveu então contratá-lo no fim de 2005. Após reuniões, ele fez a sua estréia na WWE em 5 de Junho, sendo atacado pelo Campeão da WWE, John Cena. Participou de alguns pay-per-views, mas não conquistou nenhum título.
Em 2007 ele participou no ECW Strip Poker.
A WWE rompeu o seu contrato em 28 de Abril de 2008, após vários meses sem vencer uma luta. Balls Mahoney também foi conhecido por um dos membros da ecw originals. 
Morreu em 12 de Abril de 2016, em casa. O wrestler e melhor amigo Jonny Candido confirmou a morte.

## No wrestling
- Ataques e golpes secundários
  - Nutcracker Suite
  - Ballbreaker
  - This Is Gonna Hurt
  - New Jersey Jam
  - Balls Combo
  - Frog splash
  - Superkick
  - Sidewalk slam

- Objetos usados em combate
  - Cadeira de Aço

- Músicas de entrada
  - "Big Balls" - AC/DC (ECW/Circuitos independentes)
  - "Big Balls instrumental" - WWE Produção (ECW brand)

- Managers
  - Ted DiBiase
  - Tamara Fytch
  - Francine

- Nicknames
  - The Chair Swingin' Freak
  - Captain Caveman

## Títulos e prêmios
- Extreme Championship Wrestling
  - ECW Tag Team Championship (3 vezes) - com Spike Dudley (2) e Masato Tanaka (1)

- International Wrestling Association
  - IWA Hardcore Championship (1 vez)

- International Wrestling Cartel
  - IWC Championship (1 vez)

- Mid-American Wrestling
  - MAW Heavyweight Championship (1 vez)

- Smooky Mountain Wrestling
  - SMW Beat the Champ Television Championship (2 vezes)

- USA Pro Wrestling
  - USA Pro Championship (3 vezes)

- World Wrestling Council
  - WWC Puerto Rico Heavyweight Championship (1 vez)
  - WWC World Tag Team Championship (2 vezes) - com Rip Rogers

- Pro Wrestling Illustrated
  - PWI o colocou como #443 dos 500 melhores wrestlers de 2003.